# Seznam představitelů obce Katovice
Toto je seznam představitelů městyse Katovice (okres Strakonice) od roku 1880.

## 19. století

### 1880 - 1901
V tomto období se funkce hlavy obce nazývala starostou.
| Období      | Starosta        |
| ----------- | --------------- |
| 1880 - 1882 | František Nový  |
| 1882 - 1887 | Josef Varaus    |
| 1887 - 1890 | František Kuncl |
| 1890 - 1896 | Václav Kuncl    |
| 1896 - 1901 | František Opava |

V 1. knize katovické kroniky lze nalézt záznam z roku 1883: "Josef Varaus má 140 zlatých služby roční, z toho dává 10 zlatých na petrolej do pouličních lamp."

## 20. století

### 1901 - 1945
Až do konce 2. světové války zastával funkci nadále starosta.
| Období      | Starosta         |
| ----------- | ---------------- |
| 1901 - 1919 | Josef Varaus     |
| 1919 - 1923 | Josef Havelka    |
| 1923 - 1938 | Karel Lhoták     |
| 1938 - 1945 | Adolf Podskalský |

### 1945 - 1948
V poválečném období se začala pozice hlavy obce nazývat předsedou Místního národního výboru.
| Začátek období | Konec období | Předseda MNV      |
| -------------- | ------------ | ----------------- |
| 5. 5. 1945     | 8. 5. 1945   | Karel Smolka      |
| 9. 5. 1945     | 13. 7. 1946  | Adolf Vyhnanovský |
| 13. 7. 1946    | 13. 1. 1947  | Jan Jelen         |
| 13. 1. 1947    | 31. 5. 1948  | Eduard Tomšovic   |
| 31. 5. 1948    | 31. 1. 1949  | Václav Zedník     |
| 31. 1. 1949    | 24. 9. 1952  | Ladislav Rezek    |
| 24. 9. 1952    | 2. 3. 1953   | Rudolf Duběda     |
| 2. 3. 1953     | 27. 6. 1953  | Josef Nachtigal   |
| 20. 12. 1953   | 24. 5. 1954  | Václav Furman     |
| 24. 5. 1954    | 12. 6. 1964  | Václav Černý      |
| 12. 6. 1964    | 1. 5. 1968   | Jan Fiala         |
| 1. 5. 1968     | 1974         | Jaroslav Levý     |
| 1974           | 1980         | Josef Chval       |
| 1980           | 6. 6. 1981   | Jan Havelka       |
| 6. 6. 1981     | 12. 6. 1986  | Karel Kuncipál    |
| 12. 6. 1986    | 28. 3. 1990  | Bohumil Slavík    |
| 28. 3. 1990    | 24. 11. 1990 | Stanislav Talian  |

Karel Smolka byl ve funkci pouhé 4 dny, poté přešel do funkce předsedy Okreního národního výboru ve Strakonicích.

### 1990 - 1998
Od konce roku 1990 se opět přejmenovala funkce hlavy obce na starostu, stejně jako tomu bylo do konce 2. světové války.
| Začátek období | Konec období | Starosta           | Místostarosta                                                             | Složení zastupitelstva (tučně označena strana starosty) |
| -------------- | ------------ | ------------------ | ------------------------------------------------------------------------- | ------------------------------------------------------- |
| 24. 11. 1990   | 24. 12. 1993 | Karel Hejduk       | Věnceslava Petrášová (do 1. 7. 1991) František Kropáček (od 11. 10. 1991) | 4x Nezávislí, 3× ČSL, 3x OF, 2× KSČ, 2× ČSZ, 1× SZ      |
| 19. 1. 1994    | 2. 12. 1994  | František Kropáček | Miroslav Špatný                                                           | 4x Nezávislí, 3x ČSL, 3× OF, 2× KSČ, 2× ČSZ, 1× SZ      |
| 2. 12. 1994    | 27. 11. 1998 | Václav Veselka     | František Fábera (do 6. 3. 1996) Jiřina Karasová (od 22. 5. 1996)         | 8x Sdružení nezávislých kandidátů, 6× KDU-ČSL, 1× KSČM  |

Starosta Karel Hejduk zemřel 24. prosince 1993 po dlouhé nemoci. Než byl zvolen nový starosta, zastával jeho funkci tehdejší místostarosta František Kropáček.
Místostarostové Věnceslava Petrášová a František Fábera se v průběhu volebních období vzdali svých pozic a odstoupili z vedení obce.

## 21. století

### Od roku 1998
Starostové a místostarostové od prvního mandátu ve 21. století:
| Začátek období | Konec období                              | Starosta        | Místostarosta    | Složení zastupitelstva (tučně označena strana starosty) |
| -------------- | ----------------------------------------- | --------------- | ---------------- | ------------------------------------------------------- |
| 27. 11. 1998   | 16. 11. 2006                              | Tomáš Hajdušek  | Karel Němeček    | 1998: 6× ODS, 5× KDU-ČSL, 1× ČSSD, 1× KSČM              |
| 27. 11. 1998   | 16. 11. 2006                              | Tomáš Hajdušek  | Karel Němeček    | 2002: 8× ODS, 3× KDU-ČSL, 1× ČSSD, 1× KSČM              |
| 16. 11. 2006   | 7. 11. 2014                               | Karel Karas     | Miroslav Kolářík | 2006: 8× ODS, 4× KDU-ČSL, 1× KSČM                       |
| 16. 11. 2006   | 7. 11. 2014                               | Karel Karas     | Miroslav Kolářík | 2010: 8× ODS, 4× KDU-ČSL, 1× KSČM                       |
| 7. 11. 2014    |                                           | Šárka Němečková | Jindřich Zdráhal | 2014: 7× KDU-ČSL, 6× ODS                                |
| 7. 11. 2014    | 2018: 9× KDU-ČSL, 3× ODS, 1× Katovice 2.0 | Šárka Němečková | Jindřich Zdráhal |                                                         |
| 7. 11. 2014    | 2022: 9× KDU-ČSL, 4× ODS                  | Šárka Němečková | Jindřich Zdráhal |                                                         |